# ليش لا 2
ليش لاء 2 هو الجزء الثاني من برنامج واقعي عن حياة أربعة شبان سعوديين، النسخة العربية المستوحاة من البرنامج الأمريكي "The Buried Life". من خلال قنواتهم على اليوتيوب التي ينشرون عليها فيديوهات تحاكي المجتمع السعودي والعربي، بطريقة كوميدية.
الشبان الأربعة قرروا وبالاعتماد على نسب انتشارهم الكبيرة على اليوتيوب، وضع قائمة بمهمات سيكون عليهم تحقيقها، هذا طبعا ضمن شرط مهم أن يساعدوا متابع واحد على يوتيوب بعد إنجاز كل مهمة.

## العرض
يعرض برنامج ليش لاء على قناة إم‌ بي‌ سي 1 كل أربعاء 9:30PM KSA , 6:30 PM GMT
.مدة العرض : ساعة ونصف

## المقدمون
1. فراس بقنه
2. إبراهيم صالح
3. مؤيد الثقفي
4. عادل رضوان

## وصلات خارجية
- عن البرنامج
- صفحة البرنامج الرسمية